# Toshigami

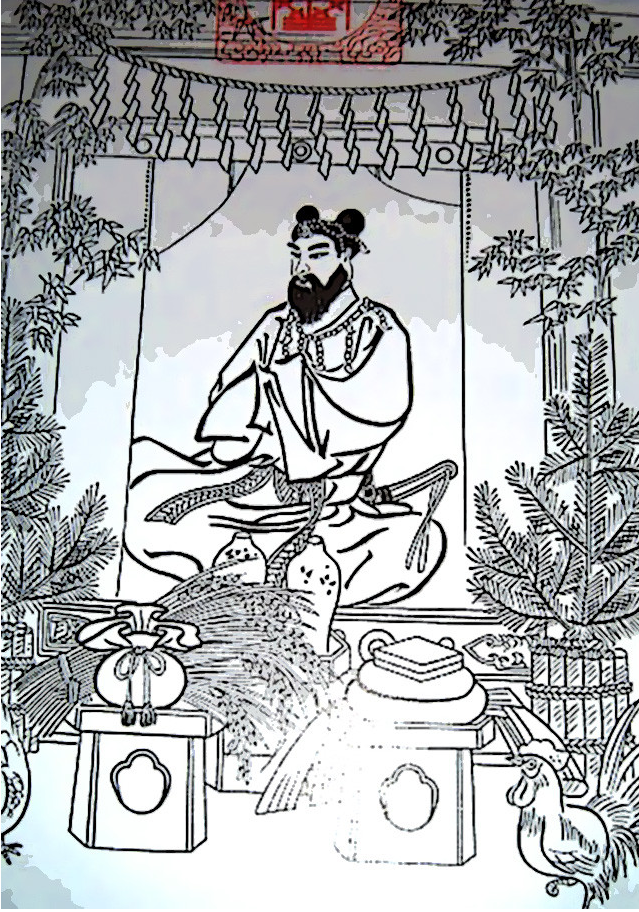
Toshigami (Ōtoshi-no-kami)

Toshigami (年神, lett. "Dio dell'anno") o Ōtoshi (大年神, Ōtoshi-no-kami; lett. "Dio del Grande Anno") è un Kami della religione shintoista in Giappone.
È il figlio della divinità shintoista Susanoo e della divinità femminile Kamu'ō-ichi-hime (神大市比売), e anche il fratello maggiore di Uka-no-mitama (宇迦之御魂神, Uka-no- mitama-no-kami), comunemente noto come Inari (稲荷神, Inari-no-kami). Kamu'ō-ichi-hime è la sorella più giovane di Kushinadahime, e sono entrambe figlie di Ōyamatsumi (大山津見神). Ōyamatsumi (大山津見神) è il fratellastro di Susano'o. 
La parola Toshigami deriva da due kanji, toshi (年), che significa anno, e kami (神), divinità o spirito. I Toshigami sono quindi le divinità dell'anno, che arrivano al capodanno giapponese e portano con sé il nuovo anno. Si pensa anche che i Toshigami siano gli spiriti degli antenati.
I suoi santuari sono sparsi in tutto il Giappone occidentale:
- Katsuragi Mitoshi (葛木御歳神社, Katsuragi Mitose Jinja), nella città di Gose, nella prefettura di Nara è il principale santuario della nazione a lui dedicato.
- Santuario di Ōtoshimi'oya (大歳御祖神社, Ōtoshimi'oya Jinja), parte del complesso del Santuario Shizuoka Sengen (静岡浅間神社), ad Aoi-ku, nella città di Shizuoka, prefettura di Shizuoka.
- Santuario di Minashi (飛騨一宮水無神社, Hidaichi-no-miya Minashi Jinja), nella città di Takayama, nella prefettura di Gifu, nell'antica provincia giapponese di Hida.
- Santuario di Ōyamato (大和神社, Ōyamato Jinja), nella città di Tenri, nella prefettura di Nara. La città fu per breve tempo la capitale del Giappone durante il regno dell'imperatore Ninken. A lui è dedicata la sala di destra del complesso, mentre quella di mezzo alla divinità shintoista Yamato-no-Ōkunitama (倭大国魂神, nel Nihon shoki: 日本大国魂神 lett. " Yamato, Spirito della Grande Nazione" l'antico nome del Giappone), e la sala sinistra alla divinità shintoista Ōkuninushi (大国主神, Ōkuninushi-no-kami).

Toshigami è una specie di raihō-shin (来訪神) , divinità che visitano le persone. Il rituale raihō-shin (visite di divinità mascherate e in costume) è stato aggiunto dall'UNESCO alla sua lista del Patrimonio culturale immateriale dell'umanità nel 2018.
A seconda della regione viene identificato con nomi diversi:
- Namahage (生剥) lungo la penisola di Oga, nella prefettura di Akita.
- Suneka a Yoshihama, anmo , nagomi o nagomihakuri nella parte settentrionale della prefettura di Iwate, a est della prefettura di Akita.
- Mizukaburi a Yonekawa, prefettura di Miyagi.
- Koshōgatsu a Yuza, prefettura di Yamagata.
- Amamehagi nella penisola di Noto, nella prefettura di Ishikawa.
- Amabura-kosagi su Shikoku.
- Toshidon dell'isola di Koshiki.
- Paantou dall'isola di Miyako.